# كليف ويلسون
كليف ويلسون (بالإنجليزية: Cliff Wilson)‏ هو لاعب سنوكر بريطاني، ولد في 10 مايو 1934 في Tredegar ‏ في المملكة المتحدة، وتوفي في 21 مايو 1994.